# 甘美奧阿雷格里港足球會
甘美奧阿雷格里港足球會（葡萄牙語：Grêmio Foot-Ball Porto Alegrense）是一間位於南里奧格蘭德州阿雷格里港的巴西球會，於1903年9月15日成立。球會曾奪得兩屆南美自由盃冠軍，和一屆洲際盃冠軍。
他們的球衣由藍色、白色和黑色間條組成，還有黑褲和白襪。
甘美奧同市最大的勁敵是國際體育會，每次雙方的對戰都十分暴力和像神話般的，所以外界把這場同城德比戰稱為"Gre-Nal"(Grêmio（甘美奧）對Internacional（國際體育會））。

## 歷史
在1903年9月7日，里約格蘭德體育會（Sport Club Rio Grande），第一支成立的巴西球隊，在阿雷格里港進行了一場表演賽。然後一位來自聖保羅州索羅卡巴（Sorocaba）的企業家Cândido Dias，在看畢賽事後對足球著了迷。在這場表演賽中，皮球中途漏氣，於是作為唯一擁有足球的人，Cândido Dias把自己的足球借給他們，令賽事得以繼續。在賽事後，他學會了足球員的規則和如何成立一間球會。在1903年9月15日，32人（包括Cândido Dias）在Salão Grau餐廳聚會，並且成立了一支球隊，Carlos Luiz Bohrer獲選為球會首位主席。在同一日，一隊稱為Fussball Club Porto Alegre也在同一日成立。於是甘美奧和Fussball都在尋求當地德國人的支持。而在1904年3月16日，在Parque da Várzea，甘美奧以1-0擊敗Fussball Club，得到了德國社群的歡心。而這場賽事也反映了在球員間的種族限制，他們首名黑人球員Tesourinha要到五十年代才出現。
在1909年7月18日，甘美奧以10-0擊敗國際體育會。當時兩隊都不視對方為宿敵，但今天甘美奧的球迷會視當年擊敗對手為光榮。
在1919年，甘美奧成為州聯賽的創始成員，兩年後他們在守門員Eurico Lara加盟一年後，奪得首個州聯賽冠軍。
在1935年5月19日，甘美奧成為首支南里奧格蘭德州的球隊擊敗聖保羅的球隊。他們當日以3-2擊敗聖保羅。同時，甘美奧成為首支馬拉卡拿比賽的球隊，最後他們以3-1擊敗法林明高。
在1981年5月3日，球會在聯賽決賽擊敗聖保羅後，奪得首個巴西足球甲級聯賽冠軍。
在1983年，球會獲得首個國際賽事冠軍。他們在南美自由盃決賽擊敗烏拉圭球隊彭拿路（Peñarol）後，奪得冠軍。在同一年，他們也贏得洲際杯冠軍。他們在決賽以2-1擊敗德國的漢堡體育會。
在1989年，甘美奧贏得首個巴西杯冠軍，他們在準決賽次回合以6-1大勝法林明高，和在決賽擊敗累西腓體育會。
在1991年，球會差劣的表現，令他們降至乙組，但在1993年重返甲組 。
在1994年，甘美奧第二次贏得巴西杯冠軍，他們在決賽擊敗塞阿拉體育會。
在1995年，甘美奧在領導下，再次奪得南美自由盃冠軍。他們在決賽擊敗哥倫比亞的（Atlético Nacional）。不過他們洲際杯的互射十二碼中，被荷蘭球會阿積士擊敗。
在1996年12月15日，甘美奧第二次贏得聯賽冠軍，他們在決賽擊敗（Associação Portuguesa de Desportos）。
在1997年，球會第三次贏得巴西杯冠軍。他們在決賽面對法林明高，首回合主場0-0，次回合作客2-2，總比數2-2，甘美奧憑作客入球奪冠。
在2001年，球會第四次贏得巴西杯冠軍。他們在決賽面對哥連泰斯，首回合主場2-2，次回合作客3-1，甘美奧總比數5-3勝出。
在2004年，球會差劣的表現，令他們在聯賽以最後一名完成，最後要降至乙組。
在2005年11月26日，甘美奧作客紐迪高體育會（Náutico），在四名球員被逐和龍門Galatto救出兩個十二碼後，甘美奧在射入一球後，以1-0勝出賽事。這場勝利令他們奪得乙組聯賽冠軍，也同時回到甲組比賽。
在2006年4月9日，甘美奧擊敗國際體育會，奪得州聯賽冠軍，也同時阻止對方州聯賽五連霸。

## 榮譽
- 國際
  - 洲際盃：1983
  - 南美自由盃：1983, 1995, 2017
  - 南美超級盃：1996, 2018

- 國家
  - 巴西足球甲級聯賽冠軍：1981 ,1996
  - 巴西盃冠軍：1989, 1994, 1997 ,2001, 2016
  - 巴西足球乙級聯賽冠軍：2005
  - 巴西超級盃冠軍：1990

- 州際
  - 州聯賽冠軍(39): 1921, 1922, 1926, 1931, 1932, 1946, 1949, 1956, 1957, 1958, 1959, 1960, 1962, 1963, 1964, 1965, 1966, 1967, 1968, 1977, 1979, 1980, 1985, 1986, 1987, 1988, 1989, 1990, 1993, 1995, 1996, 1999, 2001, 2006, 2007, 2010, 2018, 2019, 2020

## 巴西足球甲級聯賽紀錄
| 年度 | 位置   | 年度 | 位置   | 年度 | 位置   | 年度 | 位置   |
| ---- | ------ | ---- | ------ | ---- | ------ | ---- | ------ |
| 1971 | 第6名  | 1981 | 第1名  | 1991 | 第19名 | 2001 | 第5名  |
| 1972 | 第10名 | 1982 | 第2名  | 1992 | -      | 2002 | 第3名  |
| 1973 | 第5名  | 1983 | 第14名 | 1993 | 第13名 | 2003 | 第20名 |
| 1974 | 第5名  | 1984 | 第3名  | 1994 | 第14名 | 2004 | 第24名 |
| 1975 | 第15名 | 1985 | 第23名 | 1995 | 第15名 | 2005 | -      |
| 1976 | 第6名  | 1986 | 第14名 | 1996 | 第1名  | 2006 | 第3名  |
| 1977 | 第13名 | 1987 | 第5名  | 1997 | 第15名 | 2007 |        |
| 1978 | 第6名  | 1988 | 第4名  | 1998 | 第8名  | 2008 |        |
| 1979 | 第22名 | 1989 | 第11名 | 1999 | 第18名 | 2009 |        |
| 1980 | 第6名  | 1990 | 第3名  | 2000 | 第4名  | 2010 |        |

## 球場
格雷米奧最初的體育場是Estádio da Baixada，建成於1904年，位於阿雷格里港的上流社區Moinhos de Vento，在1954年之前格雷米奧的比賽都在此舉行。
格雷米奧於1954年遷入奧林匹克紀念碑體育場Estádio Olímpico Monumental，此球場於1954年9月19日落成，當時名為奧林匹克體育場Estádio Olímpico。當時此球場為巴西最大的私人體育場。奧林匹克體育場第一場比賽是格雷米奧對上烏拉圭的国民，格雷米奧以2-0獲勝。1980年奧林匹克體育場新建了二層看台，並將體育場更名為奧林匹克紀念碑體育場Estádio Olímpico Monumental，1980年6月21日，奧林匹克紀念碑體育場舉辦更名後第一場比賽，格雷米奧以1-0擊敗，1981年4月26日對陣的比賽創下98,421的入場人數紀錄。
到了2000年代，由於球場老化、安全性降低且球場位於人口稠密區沒有足夠停車位，俱樂部決定新建體育場，該項決議於2008年被批准，並於2010年9月開始施工。
2012年，格雷米奧搬進了現今的主場-格雷米奧競技場，這座球場為阿雷格里港的大型多功能體育場，其容量為55,225人，為南美洲最現代化的球場之一。該球場的第一場比賽為2012年12月8日格雷米奧對上漢堡體育俱樂部的友誼賽，該體育場也舉辦了2017年南美自由盃決賽首回合對上拉努斯競技俱樂部的比賽。
此外，格雷米奧也租用格拉瓦塔伊市的Estádio Antônio Vieira Ramos作為其女子隊的主場。

## 著名球員
- 艾迪臣
- 柏維哈奧
- 阿仙度
- 安捷達
- 安德森（Anderson Luís de Abreu Oliveira）
- 普爾加
- 巴達沙
- 巴泰斯達
- 丹尼利
- 迪李昂
- 甸奴
- 艾達
- 伊度亞度哥斯達
- 伊甸奴
- 艾馬臣（Emerson）
- E利奧
- E拉拿
- 艾華拿度
- 阿爾斯
- 查度
- 馬些連奴（Marcelinho）
- 馬里奧沙治奧
- 馬沙羅比
- 奧端奴
- 伊斯杜路
- 保羅紐尼斯
- 連拿度加祖
- 朗拿甸奴
- 泰斯素
- 泰梳連拿
- 盧卡斯·利華（Lucas）
- 蘇亞雷斯

## 著名教練
- Ênio Andrade
- Evaristo de Macedo
- 斯科拉里
- Telê Santana
- Valdir Espinosa
- Celso Roth

## 趣聞
- 在1912年8月25日，甘美奧以23-0狂數阿雷格里港國民體育會（Sport Clube Nacional of Porto Alegre）。Sisson在這場賽事中射入14球，是甘美奧最大的勝利紀錄。
- 在1979年5月30日，甘美奧在Bento Gonçalves比賽，當日的球場鋪滿積雪，對手是Clube Esportivo de Bento Gonçalves，最後以0-0賽和。
- 他們在巴西足球甲級聯賽射入的第一球由阿根廷人Scotta射入。
- 巴西第一場彩色電視直播的球賽，是甘美奧迎戰Sociedade Esportiva e Recreativa Caxias do Sul。

## 會歌
甘美奧的會歌，是在全國也受到讚揚的，因為作曲的人是十分有名的Lupicínio Rodrigues。除了里約熱內盧的球會會歌由著名的Lamartine Babo作曲外，最有名的會歌就是這首。透過十分生動活潑的旋律，歌詞中的Até a pé nós iremos / para o que der e vier / mas o certo é que nós estaremos / com o Grêmio onde o Grêmio estiver（Even on foot we shall go / against all obstacles / but it is for sure we will be / with Grêmio wherever Grêmio may be，中譯為即使走路也要向前，跨過每個障礙，但我們無論如何，肯定會與甘美奧同在）成為著名的詩句。甘美奧的球迷信念十分堅定，即使球會的表現不好，正如歌詞所說，他們都會誇耀球會，他們無論如何都永遠不會離棄球會。
Eurico Lara，在二十年代至三十年代効力球會的守門員，在歌詞中曾被提及，稱讚他為「不朽的偶像」（葡文：craque imortal，英文：immortal idol）。

## 吉祥物
甘美奧的吉祥物是由政治卡通畫家Pompeo's mascot創作，是一個火槍手（但不像亞歷山大·仲馬的三個火槍手），穿著球會顏色的衣服，稱為Mosqueteiro（英文：musketeer，中文解釋為「火槍手」）。這個火槍手自1946年起就被會方採納成為官方吉祥物。
不過，並非只有甘美奧使用火槍手作為吉祥物，另一間巴西球會哥連泰斯也是使用火槍手作為吉祥物。

## 球衣演變
甘美奧第一套球衣，奇怪的地方在於附有一條呔，而顏色也和現在的不同。
甘美奧第二套球衣，以全白色為球衣顏色，配以黑褲和白襪。
甘美奧第三套球衣，和現在使用的球衣十分相似，但沒有了幼小的白線。

## 同市宿敵
隨著時間的流逝，另一支重要的巴西球會國際體育會開始和甘美奧形成競爭。很快，兩隊之間的競賽締造了全巴西的入場紀錄。現在，在阿雷格里港的街頭，當Gre-Nal進行時，滿街都是瘋狂的球迷。瘋狂程度甚至令當地不少的原住民和葡萄牙球迷都喜歡藍色，而討厭紅色，因為紅色是國際體育會的球衣顏色。

## 球迷組織
- Alma Castelhana (Geral do Grêmio) /

- 官方網站 （页面存档备份，存于）
- Ducker - 圖片和影片網站 （页面存档备份，存于）
- Super Raça Gremista /

- - 官方網站
- Garra Tricolor
- Torcida Jovem do Grêmio

## 外部連結
- （葡萄牙文）官方網站 （页面存档备份，存于）
- （葡萄牙文） + （英文） 球迷網站
- （葡萄牙文）非官方網站 （页面存档备份，存于）
- （葡萄牙文）历史上的雷收 （页面存档备份，存于）